# Poa autumnalis
Poa autumnalis là một loài cỏ trong họ hòa thảo, thuộc chi poa.